# Rocky Hill (Nueva Jersey)
Rocky Hill es un borough ubicado en el condado de Somerset en el estado estadounidense de Nueva Jersey. En el año 2010 tenía una población de 682 habitantes y una densidad poblacional de 401 personas por km².

## Geografía
Rocky Hill se encuentra ubicado en las coordenadas 40°24′01″N 74°38′20″O / 40.40028, -74.63889.

## Demografía
Según la Oficina del Censo en 2000 los ingresos medios por hogar en la localidad eran de $79,469 y los ingresos medios por familia eran $100,314. Los hombres tenían unos ingresos medios de $54,375 frente a los $50,357 para las mujeres. La renta per cápita para la localidad era de $48,357. Alrededor del 2.7% de la población estaba por debajo del umbral de pobreza.